# Jerome H. Skolnick
Jerome H. Skolnick (* 21. März 1931; † 22. Februar 2024 in Manhattan, New York) war ein US-amerikanischer Soziologe und Kriminologe sowie emeritierter Professor der University of California, Berkeley. 1994 amtierte er als Präsident der American Society of Criminology (ASC).
Skolnick machte den Bachelor-Abschluss 1952 am City College of New York, das Master-Examen 1953 an der Yale University, wo er 1957 auch zum Ph.D. promoviert wurde.

## Schriften (Auswahl)
- Family in transition. 7. Auflage, Pearson Education, Boston 2014, ISBN 978-0-205-21597-3.
- Mit Elliott Currie: America’s problems. Social issues and public policy. 3. Auflage, Longman, New York 1997, ISBN 0-673-52310-1.
- Justice without trial. Law enforcement in democratic society. 3. Auflage, Macmillan, New York/Toronto 1994, ISBN 0-02-411521-5.
- The stumbling block. A sociological study of the relationship between selected religious norms and drinking behavior.  Arno Press, New York 1980, ISBN 0-405-12995-5.
- House of cards. The legalization and control of casino gambling. Little, Brown, Boston 1978, ISBN 0-316-79699-9.